# 狸穴坂

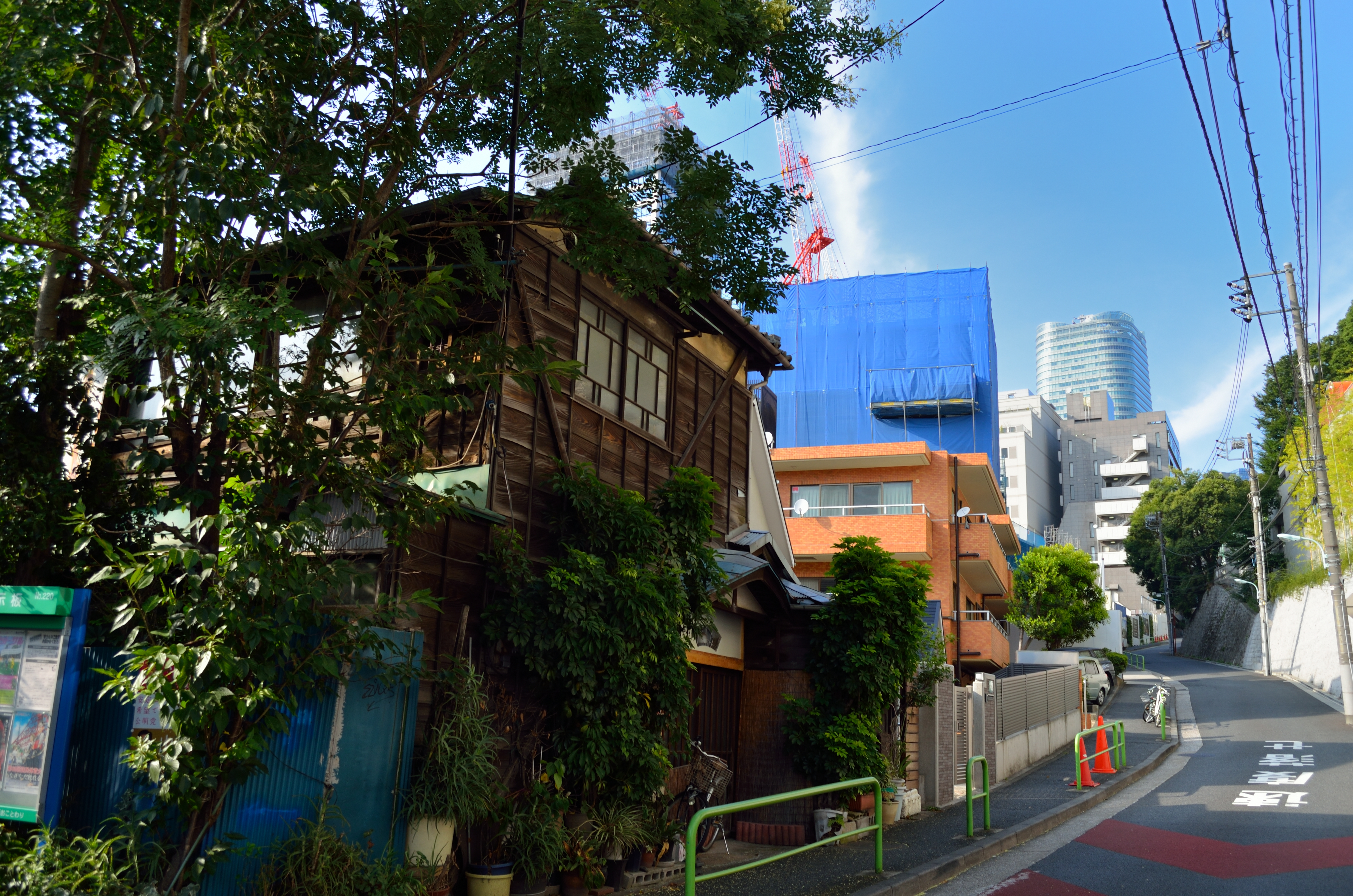
2013年8月

狸穴坂（まみあなざか）は、東京・麻布にある長い坂である。港区麻布狸穴町と麻布台二丁目の境界を、外苑東通りのロシア大使館の西脇から南に下っている。

## 概要
『江戸砂子』には、この坂について、「むかし此坂に雌狸（）の住ける大なる穴ありとぞ」との記載がある。

## 狸穴坂が登場する作品
- 久生十蘭 - 『顎十郎捕物帳「初春狸合戦」』
- サザンオールスターズ - 愛と欲望の日々
- 槇村さとる - 『まみあな四重奏団』
- 田中康夫 - 『ブリリアントな午後』